# Доні Монардо
Доні Монардо (індонез. Doni Monardo, 10 травня 1963 — 3 грудня 2023) — індонезійський військовик, генерал-лейтенант, який був головою Національного агентства з протидії катастрофам Індонезії. Він також був керівником робочої групи з розробки заходів проти поширення хвороби під час епідемії COVID-19 в Індонезії. Монардо підтримав рішення уряду утриматися від карантину по всій території країні, стверджуючи, що це призведе до перевантаження владних структур.

## Ранні роки життя
Монардо народився в Чімахі в Західній Яві, а обоє його батьків були з етнічної групи мінангкабау. Його батько, Насрул Саад, був підполковником Корпусу військової поліції Індонезії, а його мати, Росліна, була домогосподаркою. Монардо провів більшу частину свого дитинства в Меулабо, а пізніше в Лхоксемаве, куди призначили його батька. У 1975 році він перебрвся у Паданг, де закінчив державну середню школу. Після закінчення школи Доні Монардо пішов по стопам свого батька, вступивши до Військової академії Індонезії та отримав диплом у 1985 році. Далі він продовжив навчання в Коледжі командування армії Індонезії та Генерального штабу, який закінчив у 1999 році. Монардо продовжив навчання в Індонезійському національному інституті стійкості, який він закінчив у 2012 році.

## Кар'єра
У 1985 році Доні Монардо розпочав військову службу в складі групи спецназу армії Індонезії під назвою «Копассус» відразу після закінчення військової академії. Він служив у складі цієї групи спецназу протягом 12 років, та брав участь у конфліктах в Ачеху та Східному Тиморі. У 1999 році він був направлений до рейдерського батальйону, який служив на Балі.
До 2001 року Монардо перевели до президентських сил безпеки Індонезії, де він очолюював команду, яка охороняла Сусіло Бамбанга Юдхойоно. З 2004 по 2008 рік він служив у стратегічному командуванні сухопутних військ і протягом останніх двох років служив у Південному Сулавесі. Монардо продовжував служити в президентських силах безпеки Індонезії до 2010 року, і в тому ж році отримав звання бригадного генерала, і став заступником командувача «Копассуса». Він продовжував служити в службі безпеки Сусіло Бамбанга Юдхойоно до 2014 року, і отримав підвищення, та став командувачем президентських сил безпеки Індонезії.
У 2015 році під час президентства Джоко Відодо Монардо був призначений командувачем «Копассуса». Він знаходився на службі у збройних силах до 2018 року. Пізніше того ж року його призначили генеральним секретарем Ради національної оборони. У 2019 році Монардо призначили керівником Національного агентства з протидії катастрофам Індонезії. На цій посаді перебував до 25 травня 2021 року.
3 грудня 2023 року Доні Монардо помер у лікарні Сілоам у Джакарті.

## Особисте життя
Монардо одружився з Санті Арівіані в 1992 році. Арівіані була донькою полковника збройних сил Тауфіка Марти, який був керівником регентства Пасаман у Західній Суматрі протягом 2 років поспіль. У подружжя 3 дітей: Аззіанті Ріані Монардо, Рейзалка Двіка Монардо та Адельвін Азель Монардо.

## Освіта
- SMA Negeri 1 Padang (1981)
- Індонезійська військова академія (1985)
- Коледж командування та генерального штабу армії Індонезії (1999)
- Індонезійський національний інститут стійкості (2012)